# Gaudre de la Vallongue
Pour les articles homonymes, voir Gaudre.
Le gaudre de la Vallongue est une rivière française, affluent de l'étang de Berre, qui coule dans le département des Bouches-du-Rhône et la région Provence-Alpes-Côte d'Azur.

## Géographie

### Cours
Le cours de cette rivière, long de 4,2 km, est localisé entièrement dans le département des Bouches-du-Rhône. Il se jette dans l'étang de Berre, via le gaudre du Destet, puis le gaudre d'Aureille.

### Communes traversées
- Saint-Martin-de-Crau
- Saint-Rémy-de-Provence
- Aureille
- Eygalières
- Mouriès

### Affluents
Cette rivière n'a pas d'affluent connu.

## Départements et communes traversées
Cette rivière traverse uniquement les Bouches-du-Rhône, dans les communes d'Aureille et Mouriès.